# Hanggin
Hanggin (chữ Hán giản thể: 杭锦旗, âm Hán Việt: Hàng Cẩm kỳ) là một kỳ thuộc địa cấp thị Ordos, Khu tự trị Nội Mông, Cộng hòa Nhân dân Trung Hoa. Kỳ này có diện tích 19.000 km², dân số năm 1999 là 132.791 người, trong đó có hơn 100.000 người Hán. Chính quyền của kỳ này đóng ở trấn Tích Ni. Mã số bưu chính là 017400. Kỳ này được chia thành 12 trấn. Ở đây có tài nguyên khí thiên nhiên.